# Leucopis scutellata
Leucopis scutellata är en tvåvingeart som beskrevs av Frey 1936. Leucopis scutellata ingår i släktet Leucopis och familjen markflugor.
Artens utbredningsområde är Kanarieöarna. Inga underarter finns listade i Catalogue of Life.